# 苏赫巴托尔·巴特包勒德
苏赫巴托尔·巴特包勒德（1963年6月24日—）蒙古族，出生于乌兰巴托市，蒙古国政治家。

## 生平
1980年，巴特包勒德毕业于首都第14学校。1986年，巴特包勒德毕业于莫斯科国际关系学院国际经济师专业。1991年毕业于伦敦工商大学经济学专业并获得硕士学位。2002年毕业于莫斯科外交学院外交专业。巴特包勒德通晓英语、俄语、法语。
1986年至1988年，巴特包勒德任蒙古人民共和国对外经济联络和供应部专家。1988年至1992年，任蒙古进出口公司经理。1992年至2000年，任阿勒泰贸易公司总经理。2000年至2004年，巴特包勒德担任蒙古国外交部副部长，2004年至2006年，任蒙古国工业和贸易部部长，2008年9月至2009年10月任蒙古国对外关系与贸易部部长。2004年及2008年，巴特包勒德两度当选为国家大呼拉尔委员。
2010年4月8日，巴特包勒德在蒙古人民革命党代表会议上当选为蒙古人民革命黨中央委員會主席。2010年11月6日，再次當選，成为2010年蒙古人民革命黨复名为蒙古人民党之后的首任蒙古人民党中央委员会主席。
2009年10月29日，国家大呼拉尔任命巴特包勒德为新一任蒙古国总理，接替因健康原因辞职的桑吉·巴亚尔。
2012年6月28日，在国家大呼拉尔选举中，蒙古民主党获得相对多数。2012年7月25日，因蒙古人民党在国家大呼拉尔选举中失利，巴特包勒德辞去蒙古人民党中央委员会主席一职。蒙古人民党代表会议接受了其辞职，并选举该党国家大呼拉尔委员乌力吉赛汗·恩赫图布辛为该党新任主席。2012年8月9日，国家大呼拉尔全会任命蒙古民主党主席、国家大呼拉尔委员诺罗布·阿勒坦呼亚格为新一届政府总理。

## 家庭
巴特包勒德已婚，有5位子女。